# Cryptophagus subfumatus
Cryptophagus subfumatus là một loài bọ cánh cứng trong họ Cryptophagidae. Loài này được Kraatz miêu tả khoa học năm 1856.